# Alexis Rodríguez
Alexis Rodríguez (n. 7 iulie 1978, La Habana, Havana Province⁠(d), Cuba) este un luptător ce a reprezentat Cuba, medaliat olimpic. A participat la 2 ediții ale Jocurilor Olimpice (2000, 2004) în care a câștigat o medalie de bronz.